# جام چین
مسابقات قهرمانی بین‌المللی فوتبال چین (چینی: 中国 杯 国际 足球 锦标赛) مسابقات سالانه فوتبال است که توسط Wanda Sports Holdings در چین برگزار می‌شود. این مسابقات از سال ۲۰۱۷ به عنوان یک مسابقه حذفی تنها با چهار تیم ملی برگزار شد، از جمله تیم چین که میزبان این مسابقات است.

## مسابقات
| سال         | میزبان  | قهرمان    | نایب‌قهرمان | مقام سوم   | مقام چهارم |
| ----------- | ------- | --------- | ---------- | ---------- | ---------- |
| ۲۰۱۷ جزئیات | نان‌نینگ | · شیلی    | · ایسلند   | · چین      | · کرواسی   |
| ۲۰۱۸ جزئیات | نان‌نینگ | · اروگوئه | · ولز      | · چک       | · چین      |
| ۲۰۱۹ جزئیات | نان‌نینگ | · اروگوئه | · تایلند   | · ازبکستان | · چین      |